# Uług Beg Kabuli
Uług Beg Kabuli (albo Uług Beg Mirza), (zm. 1501/1502) – władca z dynastii Timurydów, panujący w regionie Kabulu w latach 1469–1501/1502.
Był synem Abu Sa’ida (1451–1469), który nadał mu Kabul wraz z przyległościami jako sojurghal jeszcze za swojego życia w roku 1461. Po tym jak jego ojciec zginął w roku 1469 Uług Beg niejako w naturalny sposób rozpoczął samodzielne rządy w regionie. Ponieważ w latach 1469–1470 Chorasan (wraz z Heratem i Kandaharem) został zajęty przez Husajna Bajkarę (1469–1506) domena Uług Bega nie graniczyła z posiadłościami żadnego z jego braci panujących w Turkiestanie. Uług Beg rządził regionem położonym na wschodnim skraju timurydzkich posiadłości i nie brał udziału w wewnątrz dynastycznych walkach toczonych przez jego krewnych. Wydaje się, iż bezpośrednio kontrolował jedynie korytarz rozciągający się od Ghazni do Nangarhar na wschodzie. Niezależne pasztuńskie, hazarskie i mongolskie plemiona zajmowały większość pozostałego terytorium górskich regionów środkowego i zachodniego Afganistanu.
Z niejasnych powodów wdał się w konflikt z pasztuńskim plemieniem Jusufzaj. Miał zwołać radę plemienia do Kabulu po czym zdradziecko wymordować jej członków. Ci członkowie plemienia, którzy przeżyli masakrę, opuścili Kabul i zaczęli migrować do doliny Swatu. Pozostaje faktem że przemieszczenie się Jusufzaj na ich dzisiejsze tereny zamieszkania datuje się właśnie na przełom XV i XVI wieku.
Był ważnym patronem perskiego malarstwa miniaturowego i z jego dworem wiąże się początki odrębnego stylu malarstwa okresu mogolskiego. Pozostawił po sobie syna Abd ar-Razzaka.